# Aurel Sasu
Aurel Sasu (n. 21 iulie 1943, Alba Iulia – d. 27 septembrie 2018, Cluj-Napoca) a fost un critic și istoric literar român, eseist, traducător și cadru didactic universitar.

## Biografie
S-a născut într-o familie de ardeleni, fiind fiul lui Clement Sasu, muncitor, și al Elenei (n. Munteanu). În 1961 a absolvit Liceul  „Horia, Cloșca și Crișan” din Alba Iulia, iar în 1968 Facultatea de Filologie din Cluj. Din același an, devine cercetător la Institutul de Lingvistică și Istorie Literară „Sextil Pușcariu” al Academiei Române din Cluj, secția de istorie literară, unde a lucrat până în 2013. În 1974 devine doctor în filologie al Universității din Cluj, cu teza Retorica ficțiunii. Între 1981 și 1982, este lector de limbă și civilizație românească  la University of Washington din Seatle (SUA). Bursier Fulbright în Washington, DC, la Library of Congress (1990; Resident Scholar (1991) la Multicultural  History Society of Ontario (Toronto, Canada) și Visiting Scholar la Northrop Frye Center, Victoria University (1993, Toronto, Canada). Invitat al Centrului de Studii și Documentare  al Românilor Americani „Valerian D. Trifa” de la Jackson, Michigan, Statele Unite (1996); în același an, călătorie de studii în Anglia. Bursier Fulbright la George Town University din Washington, DC, Statele Unite (1998). Participă la colocvii internaționale de literatură (Moscova, Varșovia și Toronto).
Între anii 2000-2006 este profesor universitar la Facultatea de Științe Umaniste a Universității „Avram Iancu” din Cluj, iar din 2002, la aceeași universitate, va avea funcția de decan. A mai fost profesor asociat la Departamentul de Jurnalism al Facultății de Științe Politice, Administrative și ale Comunicării din Universitatea „Babeș-Bolyai” din Cluj-Napoca.
Debutul publicistic în revista „Tribuna” (1968), cu studii, articole și cronici pe teme de literatură română modernă și contemporană.

## Volume publicate (selectiv)
- 1972 - Progresii, eseuri, Cluj-Napoca.
- 1976 - Retorica literară românească, București.
- 1978 - Liviu Rebreanu. Sărbătoarea operei, eseu, București.
- 1979 - În căutarea formei, eseuri, Cluj-Napoca.
- 1984 - Textul ipotetic. Contribuții la o istorie a hermeneuticii românești, București.
- 1994 - Eul suveran, studiu de psihologie literară, București.
- 1993 - Cultura română în Statele Unite și Canada (I, Presa; II, Nostalgia românească), București.
- 2002 - Cultura românească în Statele Unite și Canada (III, Societațile culturale).
- 1996 - George Pomutz. The Legend Lives On, București (lucrare documentară despre generalul american de origine română, erou al Războiului civil american și consul general al SUA în Rusia).
- 1999 - Strategia disperării. Jurnal american, București.
- 2001 - Dicționarul scriitorilor români din Statele Unite și Canada, București.
- 2002 - Cazul Policarp Morusca (lucrare documentară), Cluj-Napoca.
- 2003 - Comunitățile românești din Statele Unite și Canada, Cluj-Napoca.
- 2003 - Breviter. Întâlniri cu mine însumi, eseuri, Cluj-Napoca.
- 2006 - Dicționarul biografic al literaturii române, vol. I-II, (colecția „Marile dicționare”), Pitești.
- 2007 - Cartea mea de muncă (atelier critic), Cluj-Napoca.
- 2013 - Memoria visului, Cluj-Napoca.
- 2017 - Cum mor scriitorii români, Cluj-Napoca.

## Volume (în colaborare)
- 1970 - Probleme de literatură comparată și sociologie literară.
- 1982 - De la N. Filimon la G. Călinescu. Studii de sociologie a romanului românesc.
- 1977-1983 - Românii în periodicele germane din Transilvania , vol. I-II.
- 1985-1991 - Romanul românesc în interviuri (în colaborare cu Mariana Vartic), vol. I-IV, București.
- 1995-1997 - Dramaturgia românească în interviuri (în colaborare cu Mariana Vartic), vol. I-V, București.
- 1995-2002 - Dicționarul scriitorilor români (în colaborare cu Mircea Zaciu și Marian Papahagi), vol. I-IV, București.
- 2000 - Dicționarul esențial al scriitorilor români (în colaborare cu Mircea Zaciu și Marian Papahagi), București.
- 2004 - Dicționarul cronologic al romanului românesc de la origini până la 1989, București.
- 2005 - Dicționarul cronologic al romanului tradus în România de la origini până la 1989, București.

## Afilieri
- Membru al Uniunii Scriitorilor din România (din 1979)

## Distincții și premii
- A fost distins cu „Diploma de onoare a Ministerului Culturii”, a revistei Manuscriptum și a „Muzeului Literaturii Române” pentru Romanul românesc în interviuri (1991); Premiul „Titu Maiorescu” al Academiei Române pe 1994, pentru Cultura română în Statele Unite și Canada; „Premiul Salonului Național de Carte”, Cluj (1995); „Premiul Municipiului Oradea” (1995); „Premiul revistei Flacăra” (1995); „Premiul de excelență”, Bacău (1995);  Premiul Uniunii Scriitorilor din România (1995, 2001).